# EN395
A EN395 é uma estrada nacional que integra a rede nacional de estradas de Portugal. Liga Albufeira a Ferreiras. O troço entre Ferreiras e Paderne foi municipalizado.
Entre Albufeira e o IC1 está em construção uma variante com perfil de via rápida (2+1).